# SN 2004io
SN 2004io – supernowa typu Ia odkryta 20 listopada 2004 roku w galaktyce A212337-0028. W momencie odkrycia miała maksymalną jasność 19,70m.